# Мэлоун, Кейси
Кейси Мэлоун (англ. Casey Malone; род. 6 апреля 1977, Уит-Ридж, Колорадо) — американский легкоатлет, специалист по метанию диска. Выступал за сборную США по лёгкой атлетике в 1996—2010 годах, чемпион мира среди юниоров, двукратный победитель национального чемпионата Соединённых Штатов, участник двух летних Олимпийских игр.

## Биография
Кейси Мэлоун родился 6 апреля 1977 года в городе Уит-Ридж, штат Колорадо. Впоследствии проживал в Бивертоне, Орегон, где представлял легкоатлетический клуб Nike.
Впервые заявил о себе в лёгкой атлетике на международном уровне в сезоне 1996 года, когда вошёл в состав американской национальной сборной и выступил на юниорском мировом первенстве в Сиднее, где в зачёте метания диска превзошёл всех соперников и завоевал золотую медаль.
Занимался лёгкой атлетикой во время учёбы в Университете штата Колорадо, состоял в местной легкоатлетической команде, неоднократно принимал участие в различных студенческих соревнованиях, в частности в 1998 году с результатом 61,02 выиграл первый дивизион чемпионата Национальной ассоциации студенческого спорта (NCAA).
В 2000 году победил на чемпионате NACAC среди спортсменов до 25 лет в Монтеррее (59,19).
В 2003 году отметился выступлением на чемпионате мира в Париже, но в финал не вышел (61,50).
Выиграв бронзовую медаль на чемпионате США 2004 года в Сакраменто, удостоился права защищать честь страны на летних Олимпийских играх в Афинах. На Играх сумел выйти в финал, где метнул диск на 64,33 метра и занял итоговое шестое место. Также в этом сезоне стал седьмым на Всемирном легкоатлетическом финале в Монте-Карло (62,88).
В 2006 году выиграл серебряную медаль на чемпионате США в Индианаполисе (62,23).
В июле 2008 года с результатом 62,67 взял бронзу на национальном олимпийском отборочном турнире в Юджине, тем самым прошёл отбор на Олимпийские игры в Пекине. На Олимпиаде в программе метания диска на предварительном квалификационном этапе показал результат 61,26 метра, чего оказалось недостаточно для выхода в финал.
В 2009 году на соревнованиях в Форт-Коллинсе установил свой личный рекорд в метании диска — 68,49 метра, тогда как на чемпионате США в Юджине метнул диск на 64,99 метра и стал чемпионом. Представлял Соединённые Штаты на чемпионате мира в Берлине — в финале с результатом 59,77 стал пятым.
В 2010 году защитил звание чемпиона страны, выиграв турнир в Де-Мойне (62,57).
Завершил спортивную карьеру по окончании сезона 2017 года.